# Каплан, Брайан
Брайан Дуглас Каплан (англ. Bryan Caplan; род. 8 апреля 1971, Нортридж, Лос-Анджелес) — американский поведенческий экономист и писатель. Профессор экономики в Университете Джорджа Мейсона, научный сотрудник Центра Меркатуса, адъюнкт-учёный в Институте Катона и бывший автор блога Freakonomics; он также публикует свой собственный блог EconLog. Он сам себя называет «экономическим либертарианцем». Основная часть научных работ Каплана посвящена поведенческой экономике и публичной экономике, особенно теории общественного выбора.

## Биография
Каплан получил степень бакалавра экономики в Калифорнийском университете в Беркли (1993) и степень доктора экономических наук в Принстонском университете (1997). Его диссертация называется «Три очерка по экономике государственного поведения».
Личная жизнь
Каплан женат на Корине Каплан, имеет четверых детей и проживает в штате Вирджиния.

## Книги

### Миф о рациональном избирателе
Миф о рациональном избирателе: почему демократы выбирают плохую политику, опубликованный в 2007 году, развивает концепцию «рациональной иррациональности» из более ранних научных работ Каплана. Он в значительной степени опирается на результаты опроса американцев по экономике, приводя аргумент о том, что избиратели систематически предвзято относятся ко многим важным экономическим темам. Каплан пишет, что рациональная иррациональность является объяснением провала демократии. Книга была рассмотрена в популярной прессе, включая The Wall Street Journal, The New York Times и The New Yorker, а также в академических изданиях, таких как Journal of Libertarian Studies, Public Choice, Libertarian Papers и The Independent Review. Также его раскритиковал Руперт Рид в «Европейском обозрении».

### Эгоистичные причины иметь больше детей
В 2011 году Каплан опубликовал свою вторую книгу под названием «Эгоистичные причины иметь больше детей», утверждая, что люди часто слишком много работают и в результате они боятся самой идеи иметь детей. Книга Каплана призывала родителей расслабиться в отношении воспитания детей. В книге утверждается, что по мере того, как воспринимаемые затраты (с точки зрения затрат на воспитание детей и усилий) на рождение детей, имело смысл иметь больше детей, основываясь на базовой теории спроса и предложения.
Книга получила рецензии в The Wall Street Journal, The Guardian, RealClearMarkets и The Washington Times. Это также привело к дебатам, поддерживаемыми The Wall Street Journal и The Guardian. The Guardian просила Каплана обсудить книгу «Тигриная мама» Эми Чуа о достоинствах строгого стиля воспитания. Книга также была показана в репортаже на Национальном общественном радио. Kirkus Reviews описал его как « непоследовательный и неубедительный.»

#### Дело Против Образования
The Case Against Education: Why the Education System Is a Waste of Time and Money, was published in 2018 by Princeton University Press. Опирается на экономическую концепцию рынка труда и исследования в области психологии образования. Книга утверждает, что большая часть высшего образования очень неэффективна и имеет лишь небольшой эффект в улучшении человеческого капитала, в отличие от большей части общепринятого консенсуса в экономике труда, который, как утверждает Каплан, принимает теорию человеческого капитала как должное.

### Открытые границы: Наука и этика иммиграции
Каплан и карикатурист Saturday Morning Breakfast Cereal Зак Вайнерсмит создали графическую научно-популярную книгу Open Borders: The Science and Ethics of Immigration, которая была выпущена 29 октября 2019 года.
Тайлер Коуэн назвал его: «вехой в экономическом образовании, как представить экономические идеи и интеграцию экономического анализа и графических визуальных эффектов.» Экономист похвалил его, заявив что это: «образец уважительного, убедительного аргумента».
Кевин Д. Уильямсон завершил рецензию на книгу словами: «аргументация профессора Каплана многогранна, энергично изложена, интересна для чтения и заслуживает некоторого реального внимания, хотя бы в качестве упражнения в прояснении собственного мышления по этому вопросу».

## Взгляды

### Открытые границы
Каплан был назван одним из ведущих сторонников позиции открытых границ в статьях в The Atlantic и Vox. Также на него ссылались в дискуссиях об иммиграции в таких изданиях, как Huffington Post и Time magazine.
Каплан опубликовал статью в журнале Cato Journal под названием «Почему мы должны ограничивать иммиграцию?», где он привел моральные и экономические доводы в пользу открытых границ, обратившись к различным возражениям против своей позиции с практическими решениями. Его взгляды более полно развиты в графической научно-популярной книге «Открытые границы: Наука и этика иммиграции».

### Анархо-капитализм
Анархо-капиталистические взгляды Каплана обсуждались Брайаном Доэрти в его книге «Радикалы за капитализм» и в журнале Reason. Каплан утверждал, что анархо-капиталисты имеют больше прав на историю анархистской мысли, чем основные анархисты, или «левые анархисты», как он их называет.

### Айн Рэнд и объективизм
Юношеское увлечение произведениями писательницы Айн Рэнд и её философской системой объективизма, Каплан в 2004 году описал в своем эссе «интеллектуальная биография»: «я отверг христианство, потому что решил, что оно, прямо скажем, идиотское. Я отказался от объективизма, с принятием истин из-за досадных промахов. Позвольте мне начать с глубоких истин. Объективисты были правы, настаивая на том, что реальность объективна, человеческий разум способен ее постичь, а скептицизм — безоснователен. Они правильно считают, что люди обладают свободной волей, мораль объективна, а стремление к собственным интересам обычно морально правильно». Он указывает на влияние Майкла Уэмера, которое увело его от объективизма.
В своем эссе «Атлант расправил плечи и общественный выбор: очевидные параллели» Каплан хвалит «Атлант расправил плечи» Айн Рэнд как «важный вклад в социальную науку».